# Episodi di Point Pleasant
La prima e unica stagione della serie televisiva Point Pleasant, composta da 13 episodi, è stata trasmessa negli Stati Uniti sul canale Fox dal 19 gennaio 2005 al 17 marzo 2005.
In Italia la serie è stata trasmessa in prima visione dal 10 luglio 2006 al 27 luglio 2006 da Italia 1 in tardo orario notturno, variabile dalle 2:00 alle 4:00 di notte. La serie è stata poi replicata, sempre in fascia notturna, nell'agosto 2009, accoppiata alla seconda stagione della serie TV Huff. In questo caso, a causa di un errore di messa in onda, non è mai stato trasmesso l'episodio conclusivo, sostituito, per errore, con l'episodio 3.
| nº | Titolo originale                      | Titolo italiano           | Prima TV USA     | Prima TV Italia |
| -- | ------------------------------------- | ------------------------- | ---------------- | --------------- |
| 1  | Pilot                                 | La Figlia delle tenebre   | 19 gennaio 2005  | 10 luglio 2006  |
| 2  | Human Nature                          | La parata                 | 20 gennaio 2005  | 11 luglio 2006  |
| 3  | Who's Your Daddy?                     | Chi è tuo padre?          | 27 gennaio 2005  | 12 luglio 2006  |
| 4  | The Lonely Hunter                     | Invito a cena             | 3 febbraio 2005  | 13 luglio 2006  |
| 5  | Last Dance                            | L'ultimo ballo            | 10 febbraio 2005 | 16 luglio 2006  |
| 6  | Secrets and Lies                      | Segreti e bugie           | 17 febbraio 2005 | 17 luglio 2006  |
| 7  | Unraveling                            | La tempesta               | 10 marzo 2005    | 18 luglio 2006  |
| 8  | Swimming With Boyd                    | La verità                 | 17 marzo 2005    | 19 luglio 2006  |
| 9  | Waking the Dead                       | Dichiarazione di morte    |                  | 20 luglio 2006  |
| 10 | Hell Hath No Fury Like a Woman Choked | Il segreto di Ben         |                  | 24 luglio 2006  |
| 11 | Missing                               | Scomparsi                 |                  | 25 luglio 2006  |
| 12 | Mother's Day                          | Una questione di famiglia |                  | 26 luglio 2006  |
| 13 | Let the War Commence                  | La morte è in agguato     |                  | 27 luglio 2006  |